# FC Blue Boys Muhlenbach
FC Blue Boys Muhlenbach was een Luxemburgse voetbalclub uit Muhlenbach. De club kwam in 2019/2020  uit in de Nationaldivisioun, de hoogste divisie van de Luxemburgse voetbalpiramide.
De club werd in 1932 opgericht als FC Blue Boys Muhlenbach, veranderde dan zijn naam naar Sport Verein Muhlenbach om dan in 1944 de originele naam terug in gebruik te nemen. Dit hield stand tot 2009, want toen werd de huidige clubnaam in gebruik genomen. In 2012 werd de naam veranderd in FC Muhlenbach Sandzak en later dat jaar werd de oude naam FC Blue Boys Muhlenbach weer aangenomen.
Blue Boys promoveerde in 2019 naar het hoogste niveau. Op 14 mei 2020 stemden de leden van FC Blue Boys en RM Hamm Benfica in met een fusie tussen beide clubs. De nieuwe club nam de naam FC RM Hamm Benfica aan en nam in het seizoen 2020/21 de plaats in de BGL League van Mühlenbach in.